# Rue des Marchands (Toulouse)
Pour les articles homonymes, voir Rue des Marchands.
La rue des Marchands (en occitan : carrièra dels Mercants) est une voie publique de Toulouse, chef-lieu de la région Occitanie, dans le Midi de la France. Elle se trouve dans le quartier des Carmes, dans le secteur 1 - Centre.

## Situation et accès

### Description
Rue rectiligne de 103 mètres, large de 11 mètres, la rue des Marchands est orientée à l'est. Elle naît au croisement de la rue de Metz et de la rue des Paradoux, dans le prolongement de la rue de l'Écharpe. Elle se termine au croisement des rues des Filatiers et des Changes. Elle est prolongée, au-delà de la place de la Trinité, par la rue de la Trinité et la rue Croix-Baragnon jusqu'à la place Saint-Étienne.
La chaussée compte une voie de circulation automobile en sens unique, de la place de la Trinité vers la rue de Metz. Elle est définie comme une zone piétonne et la vitesse y est limitée à 6 km/h. Il n'existe pas de piste, ni de bande cyclable, quoiqu'elle soit à double-sens cyclable.

### Voies rencontrées
La rue des Marchands rencontre les voies suivantes, dans l'ordre des numéros croissants (« g » indique que la rue se situe à gauche, « d » à droite) :
1. Rue des Paradoux (g)
2. Rue de Metz (d)
3. Rue des Changes (g)
4. Rue des Filatiers (d)
5. Place de la Trinité

### Transports
La rue des Marchands se trouve à proximité immédiate de la place Étienne-Esquirol, où se trouvent la station de métro Esquirol, sur la ligne de métro , ainsi que les arrêts des lignes de Linéo L4 et de bus 44.
Il existe également plusieurs stations de vélos en libre-service VélôToulouse : les stations no 4 (15 rue Sainte-Ursule), no 10 (15 place Étienne-Esquirol) et no 288 (28 rue des Marchands).

## Odonymie

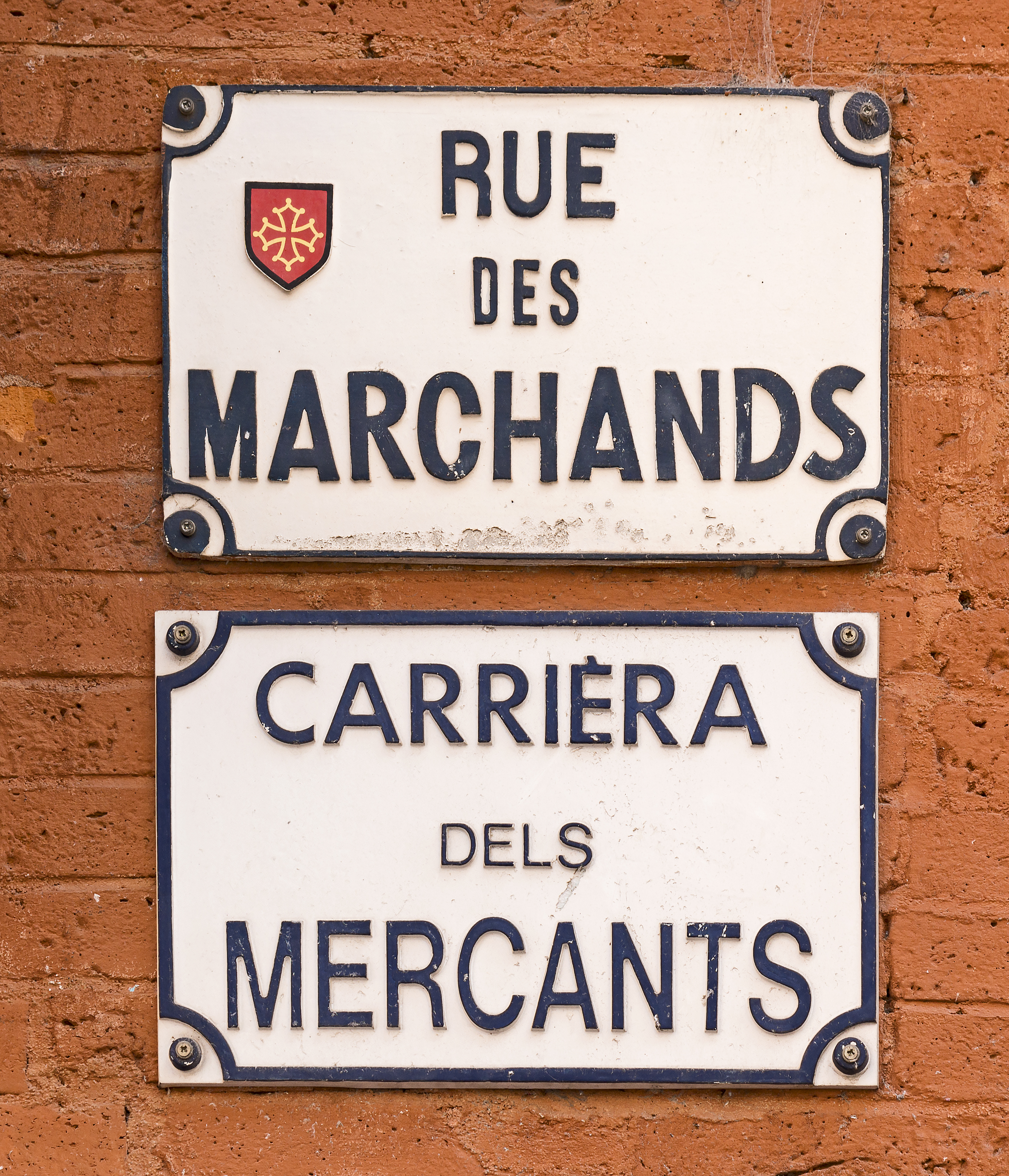
Plaques de rue en français et en occitan.

La rue des Marchands a reçu ce nom en 1849. Elle le doit aux nombreux marchands de « nouveautés » – c'est-à-dire les habits et les étoffes les plus nouvelles et les plus à la mode – qui s'y étaient installés dans la première moitié du XIXe siècle.
Au Moyen Âge, au moins dès le début du XIIIe siècle, elle porte le nom de rue Secourieux, peut-être de la famille Secourieux, dont un membre, Pierre Secourieux, fut capitoul en 1273 dans cette partie de la ville. Au XVIIe siècle, elle prit également le nom de rue Professe et, parfois, de rue Saint-Louis, après que les Jésuites eurent ouvert une maison professe, placée sous le vocable de Saint-Louis, dans la rue. En 1794, pendant la Révolution française, la rue est renommée rue Chalier, du nom de Marie Joseph Chalier, révolutionnaire jacobin guillotiné par les Girondins lyonnais, mais ce nom ne subsiste pas.

## Histoire

### Moyen Âge et période moderne
Au Moyen Âge, elle forme une partie de l'axe qui relie la Porte Saint-Étienne et la place du même nom, à l'est, au pont Vieux. Dès le début du XIVe siècle, elle porte le nom de « rue Secourieux », peut-être de la famille Secourieux, dont un membre, Pierre Secourieux, fut capitoul en 1273 dans cette partie de la ville. Au Moyen Âge la « rue Secourieux » appartient au capitoulat du Pont-Vieux. Elle se trouve sur le principal axe est-ouest qui traverse la ville, entre le pont Vieux et la porte Saint-Étienne, près de la cathédrale, et passe par la rue Gipponières (actuelle rue de l'Écharpe), la « rue Secourieux », la rue de la Trilhe (actuelle rue de la Trinité) et la rue Croix-Baragnon. Au croisement de la rue de la Trilhe, elle rencontre la rue des Filatiers et la rue de la Pierre (actuelle rue des Changes), qui constituent le principal axe nord-sud de la ville, couramment désigné comme la « Grand-rue ». Ce carrefour est aménagé et forme une petite place avec son puits.
En 1621, les Jésuites établissent dans la rue une Maison professe (actuel no 33). Au XVIIe siècle elle est prolongée jusqu'au Pont-Neuf, à l'ouest, sous le nom de « rue Professe » et, parfois, de « rue Saint-Louis », après que les Jésuites eurent ouvert une maison professe, placée sous le vocable de Saint-Louis, dans la rue.

### Époque contemporaine
À la Révolution française, en 1794, la rue est rebaptisée « rue Chalier », du nom de Marie Joseph Chalier, révolutionnaire jacobin guillotiné par les Girondins lyonnais, mais ce nom ne subsiste pas.
Elle bénéficie, dans la première moitié du XIXe siècle, de la politique menée par la municipalité toulousaine d'élargissement et d'alignement des rues de la ville, avant les travaux de percement et les réalisations haussmanniennes de la rue de Metz, qui ne datent que de 1869-1871. Les nouveaux immeubles de la rue des Marchands, où se multiplient les magasins de « nouveautés », témoignent du goût pour l'architecture néoclassique, mais aussi du succès des décors en terre cuite, particulièrement les réalisations de la briqueterie Virebent.
Dans la première moitié du XIXe siècle, la municipalité décide d'améliorer la circulation, en particulier par l'aménagement d'un axe est-ouest, entre le Pont neuf et la place Saint-Étienne. Entre 1827 et 1840, la rue bénéficie d'importants travaux d'élargissement et sa largeur est portée à 11 mètres. L'élargissement de la rue et l'alignement des façades provoquent d'importantes destructions, qui font presque disparaître l'hôtel des Bertier (no 33) et l'immeuble du capitoul Pierre Arquier (no 30, à l'angle du no 34 rue des Paradoux). De nouvelles constructions s'élèvent cependant, en particulier sur le côté sud de la rue, telle l'Hôtel des cariatides d'Auguste Virebent (no 28). Finalement, le projet d'élargissement du début du siècle est abandonné, au profit du percement d'une rue Transversale (actuelle rue de Metz). Les travaux font disparaître les premières maisons du côté nord de la rue, tandis que les autres maisons sont rebâties après 1870.

## Patrimoine et lieux d'intérêt

### Hôtels particuliers
- no  28 : Hôtel des Cariatides.  Inscrit MH (1975, façade et toiture sur rue) et  Inscrit MH (1992, façades sur cour ; escalier ; pièces décorées du premier étage)[5]. 
L'Hôtel de la rue des Marchands, dit immeuble aux Cariatides, est élevé par Auguste Virebent à la fin des années 1830. Son édification résulte de la politique d'élargissement et d'alignement des rues de la ville, mais aussi du succès des décors en terre cuite : en cela, il est caractéristique de l'architecture néoclassique à Toulouse dans la première moitié du XIXe siècle. 
La composition de l'immeuble est assez courante : les grandes arcades du rez-de-chaussée sont divisées en deux niveaux de boutiques, au-dessus desquels s'élèvent deux étages nobles et un étage attique. Auguste Virebent crée cependant un décor exubérant, dont le style se caractérise par des formules éclectiques et fantaisistes, qui empruntent leur vocabulaire décoratif à la Renaissance et au XVIIe siècle. En plus des colonnes, pilastres, frises et corniches, le premier étage est orné de douze cariatides inspirées de celles de Jean Goujon. Cette richesse ornementale est rendue possible par la production en série d'ornements en terre cuite dans la briqueterie de la famille Virebent[6].

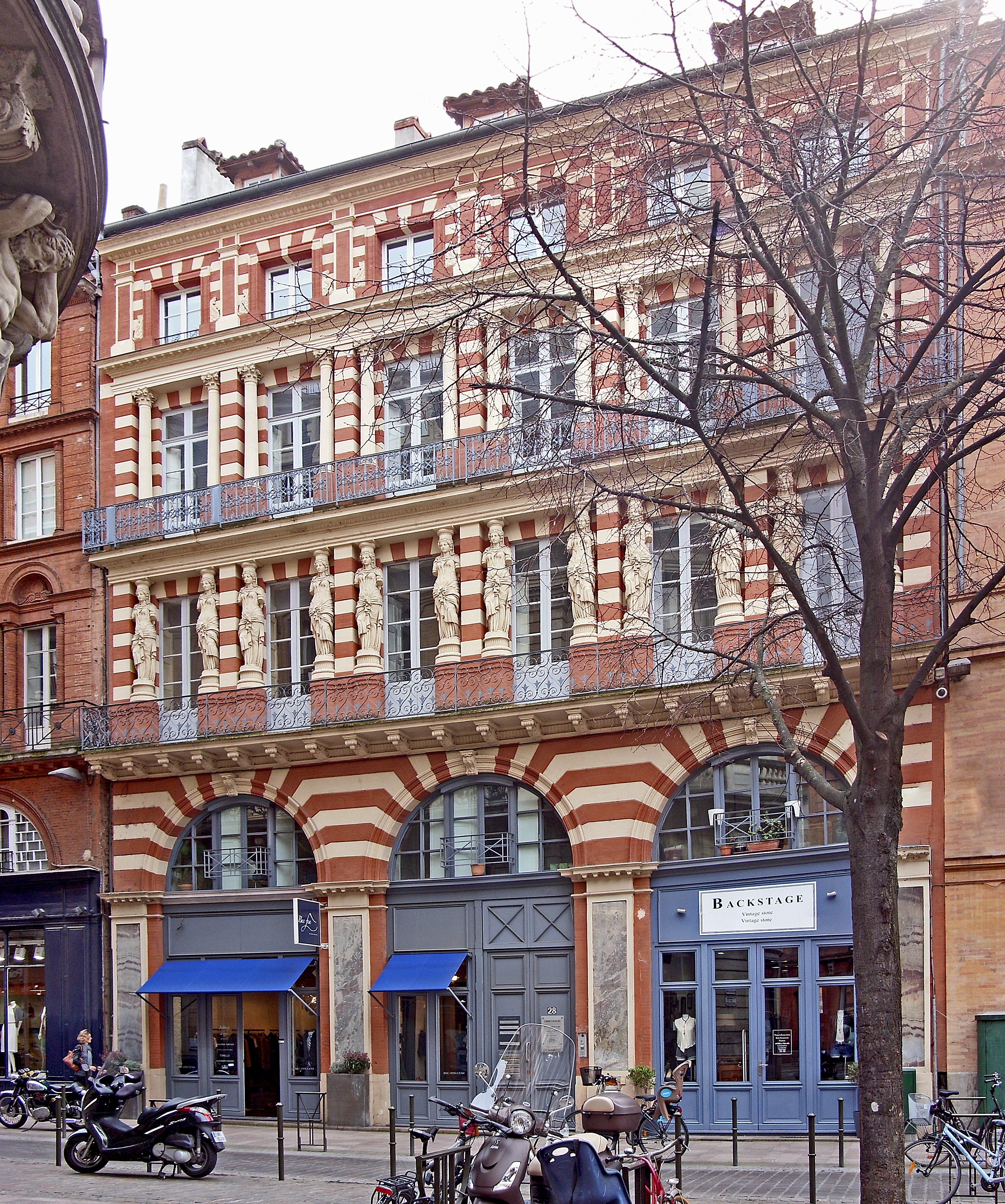
Façade de l'Hôtel des cariatides.
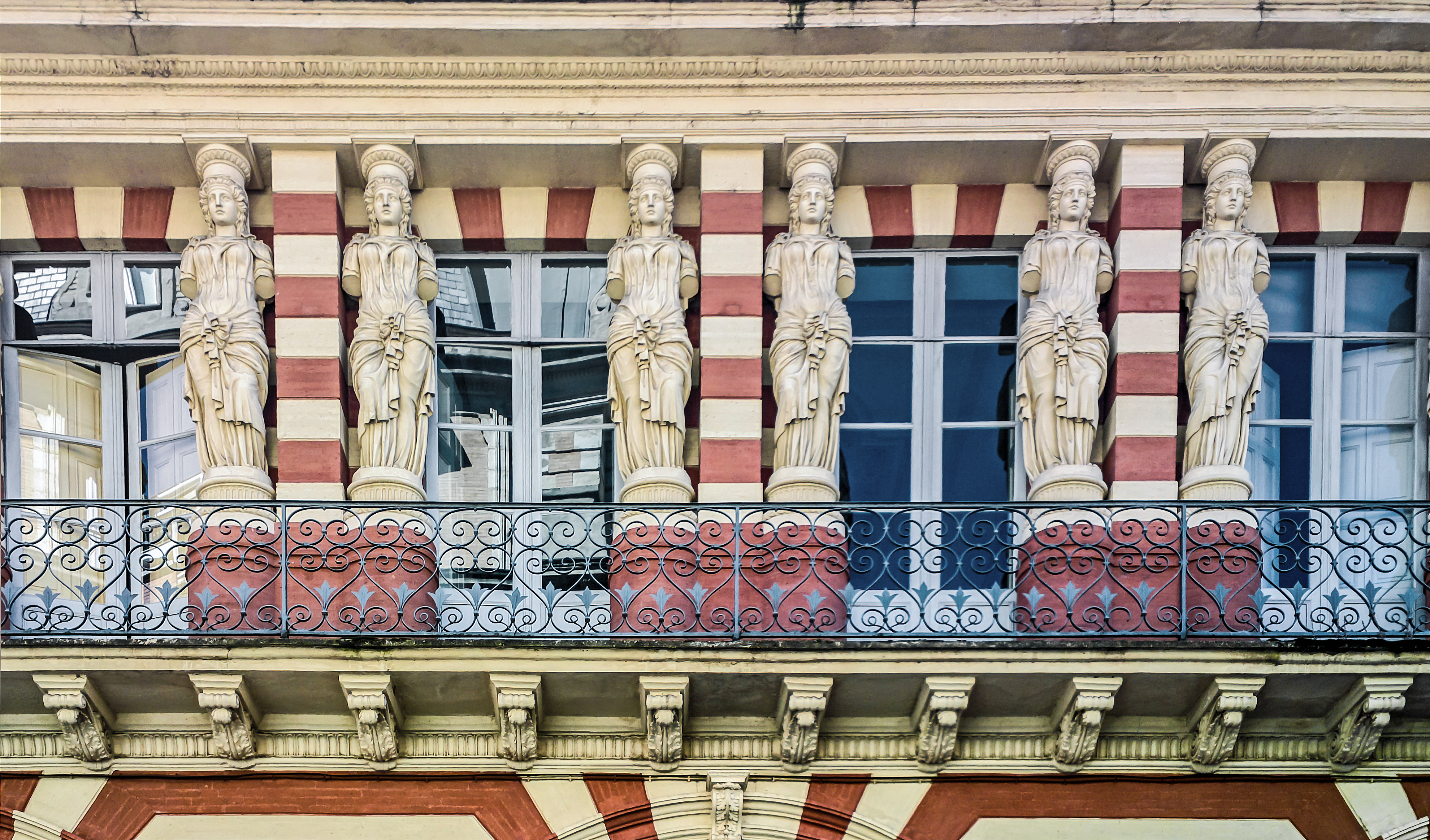
Détail des cariatides de l'Hôtel des cariatides.
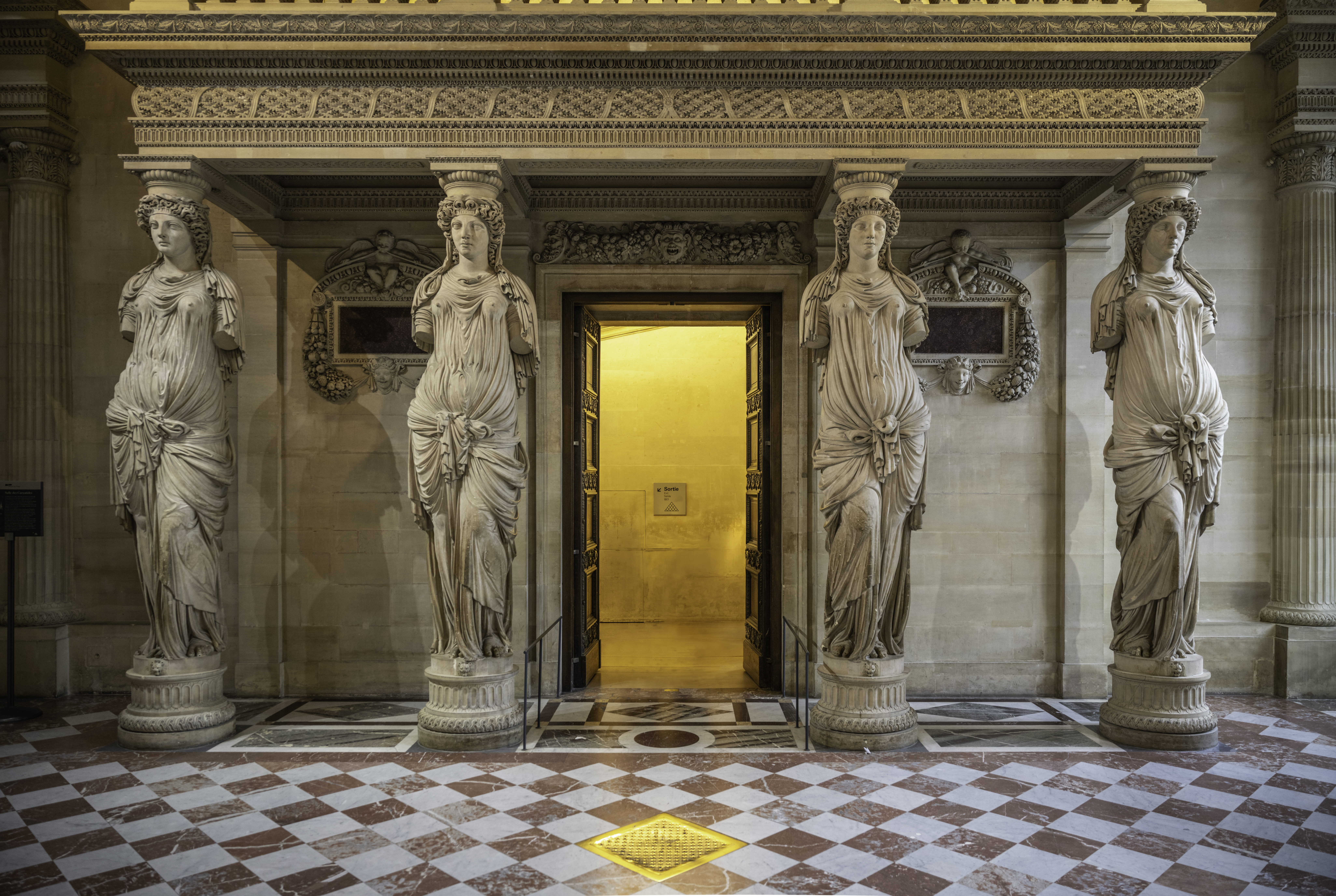
Cariatides de la tribune des musiciens par Jean Goujon (1550, Musée du Louvre).

- no  37 : hôtel des Bertier. 
Un vaste hôtel particulier, qui couvre également le no 39 de cette rue et le no 1 de la rue des Changes, est construit dans la deuxième moitié du XVe siècle pour les Bertier, importante famille capitulaire et parlementaire toulousaine. Celui qui en ordonne la construction est peut-être Guillaume Bertier, capitoul en 1464-1465. La tour d'escalier est le dernier témoignage de cet édifice médiéval. Elle renferme un escalier en vis circulaire qui dessert les étages. Une des portes du premier étage est encadrée par un arc en accolade de style gothique. L'escalier se termine par une voûte d'ogive dont la clef de voûte est ornée d'une marque de marchand surmontée de la double croix, symbole de maîtrise, et dont les ogives reposent sur des culots recouverts de feuillage. 
L'hôtel est profondément réaménagé à la fin du XIXe siècle ou au début du XXe siècle à cause du réalignement des façades : la porte d'entrée, encadrée d'un mascaron et de guirlandes, mène directement à l'escalier en vis, alors qu'il débouchait autrefois dans une cour intérieure[7].

### Immeubles
- no  30-36 : immeuble (deuxième quart du XIXe siècle)[8].
- no  33 : immeuble (1873)[9].
- no  38 : immeuble (deuxième quart du XIXe siècle)[10].
- no  39 : immeuble (XVe – XVIe siècle)[11].